# Hipparchia almagroi
Hipparchia almagroi är en fjärilsart som beskrevs av Ramon Agenjo Cecilia 1961. Hipparchia almagroi ingår i släktet Hipparchia och familjen praktfjärilar. Inga underarter finns listade i Catalogue of Life.